# 1746 au Canada
Pour un article plus général, voir Chronologie du Canada.
Cet article traite des événements qui se sont produits durant l'année 1746 au Canada.

## Événements
- 18 avril : René-Ovide Hertel de Rouville est chargé d'établir un poste d'observation à l'Île Saint-Barnabé près de Rimouski afin de signaler tout navire entrant dans l'Estuaire du Saint-Laurent[1].

- 10 mai : Arthur Dobbs commandite un voyage à la Baie d'Hudson mené par Henry Ellis afin de trouver le Passage du Nord-Ouest. Deux bâtiments appareillent de Gravesend le 20 mai et atteignent le cap Farvel au Groenland le 27 juin. Le 8 juillet ils entrent en contact avec des inuits, puis rejoignent la rivière Hayes le 3 septembre pour hiverner[2]. Les connaissances géographiques de cette région augmentent sans toutefois trouver le fameux passage. Arthur Dobbs tente aussi de révoquer sans succès le monopole de la Compagnie de la Baie d'Hudson.

- 5 juin, troisième guerre intercoloniale : Jean-Baptiste Nicolas Roch de Ramezay quitte Québec à la tête d'une expédition canadienne pour reprendre l'Acadie. Il débarque à Baie-Verte (Nouveau-Brunswick) le 10 juillet[3].
- 22 juin : départ de l'île d'Aix de l'expédition du duc d'Anville menée par Jean-Baptiste de La Rochefoucauld de Roye[4].

- 11 juillet : victoire française à la bataille de Port-LaJoye. Trente-quatre soldats britanniques sont tués, sept sont faits prisonniers. Les Français reprennent l'Île Saint-Jean[5].

- 19 août - 20 août : siège de Fort Massachusetts. Le fort est pris par 900 Français et Amérindiens conduit par Rigaud de Vaudreuil après 28 heures de résistance de la garnison anglaise[6].

- 11 septembre : arrivée de l'expédition du duc d'Anville en Nouvelle-Écosse. La flotte est sévèrement affectée par les tempêtes et la maladie[4].

- 11 octobre : Ramezay et ses troupes arrivent devant Annapolis Royal et préparent le siège de la place, en attendant l'officier Jacques-Pierre de Taffanel de La Jonquière pendant 23 jours. Ils décident d'abandonner le siège étant donné l'état lamentable des troupes restantes et se replient sur Beaubassin[3]. Les Français échouent à reprendre l'Acadie.

- Construction du Chemin du Portage devant relier le Canada à l'Acadie en passant par le Lac Témiscouata[7]. Son usage est rapidement abandonné.

## Naissances
- 15 novembre : Joseph Quesnel, musicien et compositeur († 3 juillet 1809).
- Henry Hope, lieutenant-gouverneur de la province de Québec († 13 avril 1789).

## Décès

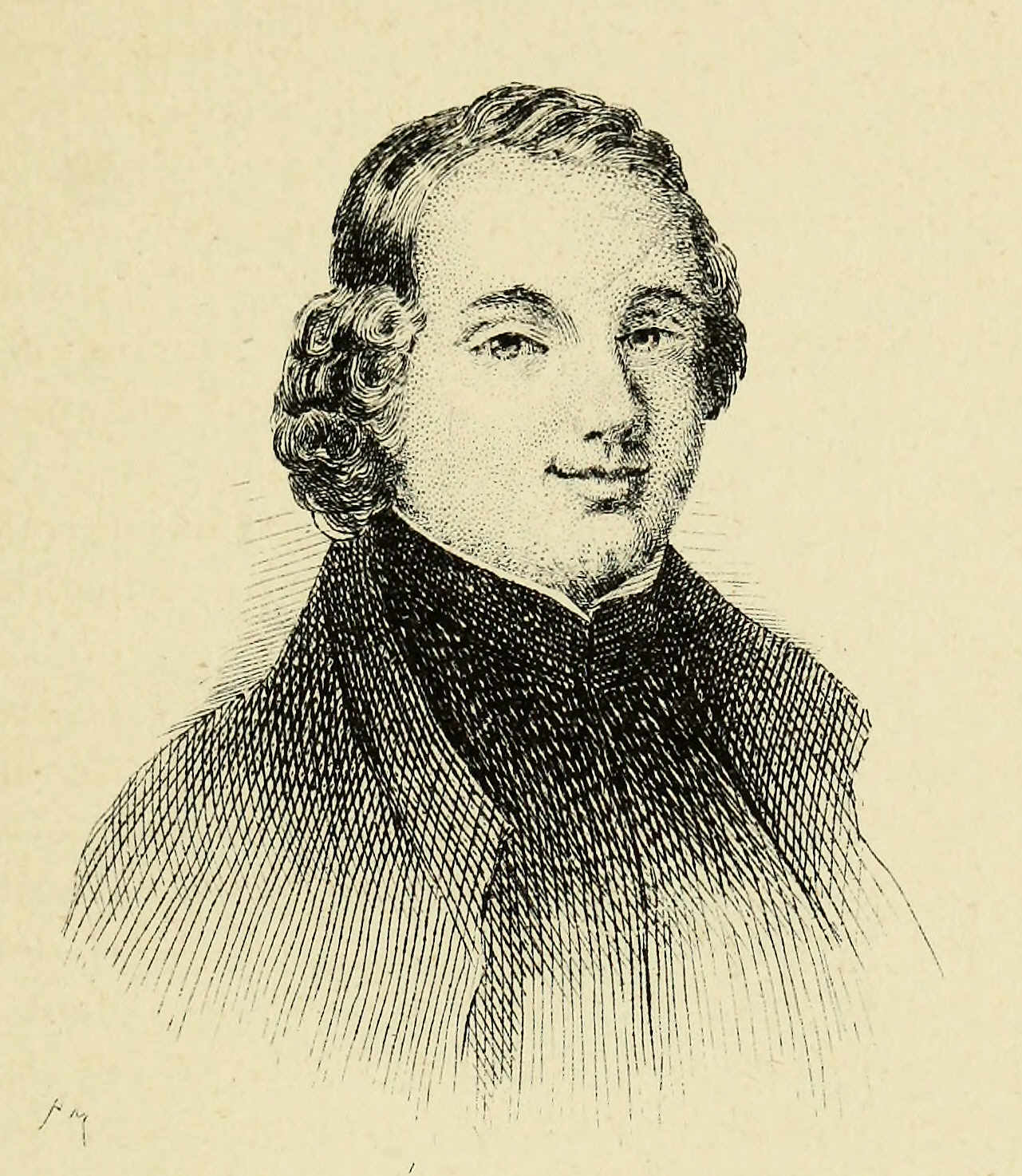
Joseph-François Lafitau

- 3 juillet : Joseph François Lafitau, missionnaire jésuite qui contribua à faire connaître le ginseng américain (° 1er janvier 1681).
- 9 septembre : François de Beauharnais de La Boëche, officier de la marine (° 19 septembre 1665).
- 28 septembre : Jean-Baptiste de La Rochefoucauld de Roye, commandant de l'éxpédition du duc d'Anville (° 17 août 1707).